# 하세 히로시
하세 히로시(馳浩, 1961년 5월 5일~)는 일본의 정치인이자 교육자(국어교사)이며 전직 프로레슬러 이자 아마추어 레슬링 선수 출신이다. 자유민주당 소속의 전 중의원 의원이었고. 아베 신조 총리 시절 2015년 10월 7일부터 2016년 8월 3일까지 제3차 아베 신조 내각 (제1차 개조)에서 전 문부과학대신과 동시에 교육재생 담당대신까지 역임했다. 그리고 도쿄 올림픽·패럴림픽 조직위원회 고문 회의에 고문을 역임했다. 그리고 2022년 3월 13일 2022년 이시카와현 지사 선거에서 무소속으로 나와 자유민주당에서 지지하고 일본 유신회에서 추천하여 196,432표에 34.13%의 투표율로 당선되었다. 그리고 2022년 3월 27일에 무려 28년만에 7선 지사를 마친 다니모토 마사노리지사에 후임으로 이시카와현 지사에 취임을 했다.

## 생애 및 정치 입문
하세 히로시는 1961년 5월 5일 일본 도야마현 오야베시에서 태어났다가 이시카와현 가나자와시에서 성장했다.그는 센슈 대학에 문학부 국문학과(일본어)를 졸업하고 잠시 국어과(일본어) 교사로 세이료 고등학교에서 근무했다. 그리고 그는 1984년 LA 올림픽 레슬링 대표를 거쳐 프로레슬러가 되어 신일본 프로레슬링·전일본 프로레슬링 등에서 활약했다. 그리고는 1995년에 참의원 의원에 당선되어 정계에 입문했다.이후 참의원을 하다가 2000년 6월 이시카와현 제1구에서 중의원 선거에 출마해 당선되어 2021년 10월 14일까지 7선 중의원을 역임했다. 정치인이 되서도 프로레슬러 활동을 병행을 하다가 2006년에 프로 레슬러로써 은퇴를 했다.

## 이시카와현 지사 이후
하세 히로시는 2021년 7월, 임기 만료에 따라 2022년 3월까지 실시되는 이시카와현 지사 선거 출마를 표명하고 중의원 선거에 입후보하지 않을 것을 표명했다. 이 후에 자유민주당을 탈당했다. 그리고 2022년 3월 13일의 선거에서 총 196,432표에 34.13%의 투표율로 당선되었다. 이 후 같은해 3월 27일에 다니모토 마사노리 지사 이후에 제20대 이시카와현 지사에 취임을 했다.